# Hermann Dülcken
Hermann Dülcken, auch Johann Hermann Dülcken (* 6. Dezember 1660 in Kreuznach/Pfalz; † nach 1687, Ort unbekannt) war ein deutscher Mediziner und Mitglied der Gelehrtenakademie „Leopoldina“.
Hermann Dülcken studierte Medizin in Heidelberg und war Respondent unter Georg Franck von Franckenau. Er war Physikus in Kreuznach in der Pfalz.
Im Juni 1687 wurde Hermann Dülcken mit dem Beinamen SOKRATES II. als Mitglied (Matrikel-Nr. 156) in die Leopoldina aufgenommen.

## Werke
- mit Georg Franck von Franckenau: Disputatio medica ordinariam et quidem prima de morbis acutis gravidarum, Dissertation Universität Heidelberg 1684, Respondent J. H. Dülcken.
- mit Georg Franck von Franckenau: De نَكِير. Id est, Nakir Arabum,[1] Dissertation Universität Heidelberg 1684. Abraham Ludwig Walter, Heidelberg 1684 (Digitalisat der Niedersächsischen Staats- und Universitätsbibliothek Göttingen).
- Agonismata Physico-Medica … In Atiquissima Germaniae Academia Heidelbergensi, 1682.